# Daisaku Ikeda
Daisaku Ikeda (2 de enero de 1928 - 15 de noviembre de 2023) fue un filósofo budista japonés, educador, autor, poeta y defensor del desarme nuclear. Fue el tercer presidente de la Soka Gakkai y presidente fundador de la Soka Gakkai Internacional (SGI), la mayor organización budista laica del mundo, con aproximadamente 12 millones de practicantes en 192 países y territorios.
Ikeda fue fundador de las escuelas Soka (creación de valor), un sistema de instituciones educativas no confesionales que se sustentan en el ideal del desarrollo del potencial creativo único de cada estudiante y en cultivar la ética de la paz, la contribución social y la conciencia global. El sistema académico comprende desde jardines de infancia hasta educación universitaria y cuenta con una universidad en Tokio, Japón, y otra en California, Estados Unidos
Como firme defensor del diálogo como cimiento de la paz, Ikeda mantuvo, desde los años setenta, diálogos con una gran variedad de personalidades de todo el mundo en las esferas política, cultural, educativa y académica. A modo de impulso de su visión del fomento del diálogo y la solidaridad por la paz, Ikeda fundó un gran número de institutos de investigación independientes y sin ánimo de lucro que desarrollan una colaboración intercultural e interdisciplinar en un amplio abanico de asuntos. En este sentido, la Asociación de Conciertos Min-On y el Museo de Bellas Artes Fuji de Tokio promueven la comprensión mutua y la amistad entre distintas culturas y países mediante el arte.
El principio fundamental del pensamiento de Ikeda es la dignidad suprema de la vida, un valor que él consideraba clave para establecer la paz duradera y la felicidad de los seres humanos. Afirmaba que la paz global se encuentra en última instancia en la propia transformación que cada individuo emprende en lo profundo de su vida, independiente de las reformas sociales o estructurales.

## Vida
Daisaku Ikeda nació en Tokio, el 2 de enero de 1928; fue el quinto hijo de una familia de productores de algas marinas. Creció en una época en que el régimen militarista del Japón estaba conduciendo a la nación inexorablemente hacia la guerra. En 1937, año en que las fuertes hostilidades entre el Japón y la China culminaron en la conflagración entre ambos países, el hermano mayor de Ikeda fue enviado al frente de batalla, y luego, al tiempo, otro tanto sucedió con tres hermanos más. Su hermano Kiichi pereció en la guerra, pero la manera en que había expresado su disgusto ante el trato que los militares japoneses le daban al pueblo chino se grabó de manera indeleble en el corazón de Ikeda. Cuando Ikeda era un joven adolescente en la década de 1940, el Japón entró en la Segunda Guerra Mundial. Su hogar fue destruido dos veces por ataques aéreos, y él sufrió personalmente la devastación de los bombardeos que arrasaron la ciudad de Tokio, el 9 y el 10 de marzo de 1945, en los que perecieron cien mil habitantes. En el caos del Japón de posguerra, Ikeda conoció a Josei Toda (1900-1958), líder de la organización budista Soka Gakkai, quien se había opuesto a las políticas del gobierno durante la época de la guerra y había sufrido persecuciones y dos años de prisión como resultado. Josei Toda estaba dedicado a reconstruir la Soka Gakkai, organización que él había fundado junto con el educador Tsunesaburo Makiguchi (1871-1944) en 1930, y que había resultado casi destruida por el gobierno militarista durante la contienda. Josei Toda estaba convencido de que la filosofía del budismo de Nichiren, que se centraba en el potencial de cada ser humano, habría de ser la clave para alcanzar una transformación social dentro del Japón. Ikeda ingresó en la Soka Gakkai en 1947. Se consagró por completo a apoyar a Josei Toda y a su visión, y completó su propia educación bajo la tutela de aquel, quien se convirtió en su mentor en la vida. Ikeda asistió a Toda cuando las empresas de este colapsaron durante la guerra y más tarde desempeñó un papel crucial en el monumental proceso de incrementar el número de miembros de la Soka Gakkai de solo tres mil familias en 1951, a setecientas cincuenta mil en 1957.
Presidente de la Soka Gakkai
En mayo de 1960, dos años después de la muerte de Toda, Ikeda, de treinta y dos años, lo sucedió en el cargo de presidente de la Soka Gakkai. Una de las primeras iniciativas que tomó desde su nueva posición fue viajar a ultramar para brindar aliento a los miembros de la Soka Gakkai que vivían en el extranjero. En los Estados Unidos y en otros diversos países que visitó durante los años siguientes, Ikeda estableció una estructura organizativa que alentó y facilitó una interacción más frecuente entre los miembros. En los primeros años de su presidencia, concretó viajes a América del Norte y del Sur; a Europa, Asia, Oriente Medio y Oceanía, y en cada lugar estableció los cimientos de una organización global que hoy cuenta con miembros en ciento noventa y dos países y territorios. Fue también durante sus viajes al extranjero cuando comenzó a proyectar la fundación de una serie de instituciones destinadas a la investigación académica, el intercambio cultural y el estudio de la paz. Estas incluyen el Instituto de Filosofía Oriental (1962), la Asociación de Conciertos Min-On (1963), el Museo de Bellas Artes Fuji de Tokio (1983), el Centro Ikeda para la Paz, el Saber y el Diálogo (anteriormente, Instituto Bostoniano de Investigación para el siglo XXI, 1993) y el Instituto Toda de Investigación sobre la Paz Global (1996). Tanto Josei Toda como el mentor de este, Tsunesaburo Makiguchi, fueron educadores que se dedicaron a implementar la pedagogía de este último sobre la creación de valor; y una de las iniciativas que tomó Ikeda fue establecer un sistema de instituciones educativas que plasmaran los ideales de sus predecesores. La fundación de las Escuelas Soka de Segunda Enseñanza Básica y Superior, en Tokio en 1968, fue seguida por el establecimiento de la Universidad Soka, en 1971, y de la Universidad Soka de los Estados Unidos, en 2001. La creación de esos centros de aprendizaje, que están abiertas a todos y no ofrecen educación religiosa, fue el primer gran paso dentro de una labor incesante destinada a desarrollar un sistema de educación humanística, que Ikeda ha descrito como la tarea culminante de su vida. En 1955, Ikeda comenzó a escribir su novela en forma de serie, titulada La revolución humana, en la que se detallan las luchas de su mentor, Josei Toda, para reconstruir la Soka Gakkai, una vez liberado de la prisión, a fines de la Segunda Guerra Mundial. La obra se inicia con una condena concisa y feroz a la guerra y al militarismo, y presenta un contexto claro de los objetivos del movimiento: “La guerra es atroz e inhumana. Nada es más cruel, nada es más trágico”. El 8 de septiembre de 1968, durante un discurso pronunciado ante unos veinte mil miembros de la División de Estudiantes de la Soka Gakkai, Ikeda hizo un llamado a la normalización de las relaciones diplomáticas sino-japonesas y delineó los pasos hacia la concreción de ese objetivo. Por ese entonces, la China era aún considerada una nación enemiga por mucha gente en Japón y se encontraba aislada dentro de la comunidad internacional. La propuesta de Ikeda recibió duras críticas, pero asimismo, atrajo la atención de quienes, tanto en la China como en el Japón, estaban interesados en restaurar las relaciones entre ambos países, como el primer ministro chino Chou Enlai. Encuentro con el primer ministro chino Chou Enlai (China, diciembre de 1974) Ikeda comenzó sus diálogos con figuras de la política, durante la década de 1970. Fue aquella una época de profunda tensión entre las superpotencias, lo que mantuvo a toda la humanidad en vilo, bajo la amenaza de un exterminio nuclear. Durante 1974 y 1975, Ikeda visitó la China, la Unión Soviética y los Estados Unidos, ocasiones en que se reunió con Chou Enlai; el primer ministro soviético Aleksey Kosygin, y el secretario de Estado estadounidense Henry Kissinger, respectivamente, en un esfuerzo por superar el punto muerto en que se hallaban las relaciones y por abrir un canal de comunicación para prevenir el estallido de una guerra. Una de las características distintivas de la filosofía de paz de Ikeda es su compromiso con el diálogo. Él se ha reunido y ha intercambiado puntos de vista con representantes de las esferas culturales, políticas, educativas y artísticas de todo el mundo. Muchos de sus encuentros han sido publicados como diálogos en colaboración, en que ambos interlocutores buscan un terreno en común sobre diversos temas: historia, economía, paz, astronomía y medicina, por mencionar solo algunos. Entre las personas con quienes Ikeda ha publicado esos diálogos se encuentran el historiador británico Arnold Toynbee; el expresidente soviético, Mijail Gorbachov; el teólogo Harvey J. Cox; la futuróloga Hazel Henderson; el activista brasileño de los derechos humanos Austregésilo de Athayde; el literato chino Jin Yong y el líder musulmán indonesio Abdurrahman Wahid. Las actividades de Ikeda durante la década de 1970 son la prueba de que su visión sobre el papel que juega el budismo de Nichiren dentro de la sociedad –la importancia que esa filosofía otorga a la felicidad de las personas— no se limita a un estrecho sentido de religiosidad. Para Ikeda, el budismo de Nichiren es la base filosófica de un compromiso activo con los desafíos globales del mundo de hoy.
Presidente de la Soka Gakkai Internacional
El 26 de enero de 1975, los representantes de la Soka Gakkai de cincuenta y un países y territorios se reunieron en la isla de Guam, donde se estableció la Soka Gakkai Internacional (SGI), con Ikeda como presidente fundador. Guam, escenario de uno de los combates más sangrientos de la Segunda Guerra Mundial, fue elegida simbólicamente como el sitio de esa reunión, que iniciaría un nuevo movimiento por la paz. Desde entonces, la SGI ha desplegado una amplia red global, con organizaciones de la SGI que han adquirido su personería jurídica en noventa países y territorios. Además de enseñar la práctica y la filosofía del budismo de Nichiren, las organizaciones locales de la SGI promueven las causas de la paz, la cultura y la educación en sus respectivas sociedades; y, a escala global, la organización ha desarrollado exhibiciones públicas internacionales sobre temas como la creación de una cultura de paz, la abolición nuclear, el desarrollo sostenible y los derechos humanos. Alentando a un miembro joven (Tokio, julio de 2006)En 1983, Ikeda comenzó a escribir propuestas de paz, que ha seguido publicando anualmente en el aniversario de la fundación de la SGI, el 26 de enero. Dichas propuestas ofrecen una perspectiva sobre diversas cuestiones de importancia primordial para la humanidad, y sugieren soluciones y respuestas sobre la base de la filosofía budista. Entre los asuntos prioritarios que se abordan en ellas, se cuentan iniciativas para fortalecer las Naciones Unidas y para incentivar la participación de la sociedad civil, que Ikeda considera esencial para el establecimiento de un mundo en paz. Las propuestas ilustran a menudo la importancia crucial del diálogo, como medio para superar el estancamiento de graves cuestiones globales. Además de su propia experiencia en épocas de guerra, el punto de partida de las actividades de Ikeda en bien de la paz fue la declaración por la abolición de las armas nucleares realizada por Josei Toda en 1957, un año antes de su muerte. Toda denunció que dichas armas eran la encarnación del mal absoluto y enfatizó que su empleo debía ser condenado, no desde el punto de vista de la ideología, la nacionalidad o la identidad étnica, sino desde la dimensión universal de la humanidad y del derecho inalienable a la vida de todas las personas. Ikeda se ha dedicado sin descanso a propagar ese mensaje alrededor del globo, despertando la conciencia pública y construyendo un movimiento popular dedicado a la abolición de esas armas absolutamente inhumanas. Conferencia en la Universidad de Harvard,Estados Unidos (septiembre de 1993)En 1974, Ikeda aceptó una invitación para dictar una conferencia en la Universidad de California, Los Ángeles. Al año siguiente, dio una conferencia en la Universidad Estatal de Moscú, titulada “Una nueva ruta hacia el intercambio cultural entre Oriente y Occidente”. En la misma ocasión, aceptó un doctorado honorario conferido por esa casa de estudios superiores. Tales hechos señalaron el comienzo de un reconocimiento internacional cada vez mayor por las contribuciones de Ikeda a los intercambios culturales y a la promoción de la educación y de la paz. Durante las décadas de 1980 y de 1990, Ikeda fue invitado brindar conferencias en unas treinta universidades de Asia, América y Europa. Sus disertaciones sobre temas como la educación, el intercambio cultural y la paz están sustentadas en la perspectiva budista y toman siempre en consideración el particular contexto cultural, intelectual e histórico del país en que se llevan a cabo. Hasta la fecha, Ikeda ha sido distinguido con unos trescientos doctorados y profesorados honorarios, otorgados por instituciones de todo el orbe. Sus escritos sobre la paz se emplean regularmente en carreras de nivel universitario, en países tan diversos como la Argentina y los Estados Unidos. Más de veinte institutos de investigación académica se dedican al estudio de su filosofía. El principio fundamental del pensamiento de Ikeda es la dignidad suprema de la vida, un valor que él considera la clave para una paz perdurable y para la felicidad del género humano. En su visión, la paz global reside esencialmente en la transformación consciente que cada individuo emprende en lo profundo de su vida y no depende solamente de las reformas sociales o estructurales. Si bien ese puede parecer un largo camino que recorrer, él tiene la convicción de que tal es el único modo de construir una cultura de paz imperecedera. Esa idea se expresa de manera más sucinta en un pasaje de su obra más conocida, La revolución humana, que relata de manera novelizada la historia y los ideales de la Soka Gakkai: “Una gran revolución en el interior de un solo individuo puede contribuir a lograr un cambio en el destino de una nación, y más aún, un cambio en el destino de toda la humanidad”.

## Doctorados y profesorados honorarios
| Número | País                                         | Institución                                                                       | Título conferido                                                      | Fecha                 |
| ------ | -------------------------------------------- | --------------------------------------------------------------------------------- | --------------------------------------------------------------------- | --------------------- |
| 1      | URSS                                         | Universidad Estatal de Moscú                                                      | profesor honorario                                                    | Mayo de 1975          |
| 2      | Perú                                         | Universidad Nacional Mayor de San Marcos                                          | profesor honorario                                                    | Abril de 1981         |
| 3      | Bulgaria                                     | Universidad de Sofía                                                              | profesor honorario                                                    | Mayo de 1981          |
| 4      | China                                        | Universidad de Pekín                                                              | profesor honorario                                                    | Junio de 1984         |
| 5      | China                                        | Universidad de Fudan                                                              | profesor honorario                                                    | Junio de 1984         |
| 6      | República Dominicana                         | Universidad Autónoma de Santo Domingo                                             | honorary professorship                                                | Febrero de 1987       |
| 7      | Argentina                                    | Universidad de Buenos Aires                                                       | honorary doctorate                                                    | Marzo de 1990         |
| 8      | México                                       | Universidad de Guanajuato                                                         | honorary doctorate (Maestro Emérito)                                  | Marzo de 1990         |
| 9      | China                                        | Universidad de Wuhan                                                              | honorary professorship                                                | Noviembre de 1990     |
| 10     | Macao                                        | Universidad de Macao                                                              | honorary professorship                                                | Enero de 1991         |
| 11     | Filipinas                                    | Universidad de las Filipinas                                                      | honorary doctorate of law                                             | Abril de 1991         |
| 12     | Argentina                                    | Universidad de Palermo                                                            | honorary doctorate                                                    | Mayo de 1991          |
| 13     | Hong Kong                                    | Chinese University of Hong Kong                                                   | distinguished visiting professor                                      | Enero de 1992         |
| 14     | Turquía                                      | Universidad de Ankara                                                             | honorary doctorate of social science                                  | Junio de 1992         |
| 15     | China                                        | Chinese Academy of Social Sciences                                                | honorary research professor                                           | Octubre de 1992       |
| 16     | Kenia                                        | University of Nairobi                                                             | honorary doctorate of letters                                         | Diciembre de 1992     |
| 17     | Brasil                                       | Federal University of Río de Janeiro                                              | honorary doctorate                                                    | Febrero de 1993       |
| 18     | Argentina                                    | Universidad Nacional de Lomas de Zamora                                           | honorary doctorate                                                    | Febrero de 1993       |
| 19     | Argentina                                    | Universidad Nacional de Lomas de Zamora                                           | honorary professorship, faculty of law                                | Febrero de 1993       |
| 20     | Argentina                                    | Universidad Nacional de Córdoba                                                   | honorary professorship                                                | Febrero de 1993       |
| 21     | Paraguay                                     | National University of Asunción                                                   | honorary doctorate of philosophy                                      | Febrero de 1993       |
| 22     | Brasil                                       | Universidad de São Paulo                                                          | honorary visiting professor                                           | Febrero de 1993       |
| 23     | Brasil                                       | Federal University of Paraná                                                      | honorary doctorate                                                    | Marzo de 1993         |
| 24     | Bolivia                                      | Del Valle University                                                              | honorary doctorate                                                    | Marzo de 1993         |
| 25     | China                                        | Shenzen University                                                                | honorary professorship                                                | Noviembre de 1993     |
| 26     | China                                        | Xinjian Uygur Autonomous Region Museum                                            | honorary professorship                                                | Enero de 1994         |
| 27     | Rusia                                        | International University in Moscow                                                | honorary doctorate                                                    | May 1994              |
| 28     | Italia                                       | University of Bologna                                                             | honorary doctorate                                                    | Junio de 1994         |
| 29     | Reino Unido                                  | Universidad de Glasgow                                                            | honorary doctorate                                                    | Junio de 1994         |
| 30     | China                                        | Xinjiang University                                                               | honorary professorship                                                | Agosto de 1994        |
| 31     | China                                        | Xiamen University                                                                 | honorary professorship                                                | Noviembre de 1994     |
| 32     | Sudáfrica                                    | University of the North                                                           | honorary doctorate of education                                       | Septiembre de 1995    |
| 33     | Nepal                                        | Tribhuvan University                                                              | honorary doctorate of letters                                         | Noviembre de 1995     |
| 34     | Macao                                        | Universidad de Macao                                                              | honorary doctorate of social sciences                                 | Noviembre de 1995     |
| 35     | Hong Kong                                    | University of Hong Kong                                                           | honorary doctorate of letters                                         | Marzo de 1996         |
| 36     | China                                        | Xinjiang University                                                               | honorary president                                                    | April 1996            |
| 37     | Estados Unidos de América                    | Universidad de Denver                                                             | honorary doctorate of education                                       | Junio de 1996         |
| 38     | Cuba                                         | Universidad de La Habana                                                          | honorary doctorate of letters                                         | Junio de 1996         |
| 39     | Ghana                                        | University of Ghana                                                               | honorary doctorate of law                                             | Agosto de 1996        |
| 40     | Rusia                                        | Far Eastern State University                                                      | honorary doctorate of international education                         | Noviembre de 1996     |
| 41     | China                                        | Zhongshan (Sun Yat-Sen) University                                                | honorary professorship                                                | Noviembre de 1996     |
| 42     | China                                        | Jilin University                                                                  | honorary professorship                                                | Febrero de 1997       |
| 43     | Filipinas                                    | Universidad de La Salle-Manila                                                    | honorary doctorate of humane letters (international education)        | Marzo de 1997         |
| 44     | Sri Lanka                                    | University of Kelaniya                                                            | honorary doctorate of letters                                         | May 1997              |
| 45     | China                                        | Shanghai University                                                               | honorary professorship                                                | May 1997              |
| 46     | China                                        | Inner Mongolia University                                                         | honorary professorship                                                | Octubre de 1997       |
| 47     | Mongolia                                     | National University of Mongolia                                                   | honorary doctorate of humanities                                      | Noviembre de 1997     |
| 48     | Filipinas                                    | Universidad de la ciudad de Manina                                                | honorary doctorate of humanities                                      | Febrero de 1998       |
| 49     | Argentina                                    | Universidad de Morón                                                              | honorary doctorate                                                    | Marzo de 1998         |
| 50     | Rusia                                        | Institute for High Energy Physics                                                 | honorary doctorate                                                    | April 1998            |
| 51     | Brasil                                       | Río de Janeiro State University                                                   | honorary doctorate                                                    | April 1998            |
| 52     | Republic of Korea                            | Kyung Hee University                                                              | honorary doctorate of philosophy                                      | May 1998              |
| 53     | Republic of Korea                            | Chung Cheong College                                                              | honorary professorship                                                | Julio de 1998         |
| 54     | Perú                                         | Ricardo Palma University                                                          | honorary doctorate                                                    | Julio de 1998         |
| 55     | Perú                                         | Association of Doctors of Education                                               | honorary doctorate                                                    | Julio de 1998         |
| 56     | China                                        | Yanbian University                                                                | honorary professorship                                                | Noviembre de 1998     |
| 57     | China                                        | Nankai University                                                                 | honorary professorship                                                | Noviembre de 1998     |
| 58     | Brasil                                       | Northern Paraná University                                                        | honorary doctorate                                                    | Noviembre de 1998     |
| 59     | India                                        | Universidad de Delhi                                                              | honorary doctorate of letters                                         | Diciembre de 1998     |
| 60     | Argentina                                    | Universidad de Flores                                                             | honorary doctorate                                                    | Enero de 1999         |
| 61     | China                                        | Sichuan University                                                                | honorary professorship                                                | April 1999            |
| 62     | Perú                                         | Federico Villarreal National University                                           | honorary doctorate                                                    | April 1999            |
| 63     | Republic of Korea                            | Cheju National University                                                         | honorary doctorate of Korean language and literature                  | May 1999              |
| 64     | Bolivia                                      | University of Santa Cruz de la Sierra                                             | honorary doctorate                                                    | Junio de 1999         |
| 65     | China                                        | Northeastern University                                                           | honorary professorship                                                | Julio de 1999         |
| 66     | Kirguistán                                   | Institute of Oriental Languages and Cultures, Kyrgyz State Pedagogical University | honorary professorship                                                | Agosto de 1999        |
| 67     | Perú                                         | National University of Central Perú                                               | honorary doctorate                                                    | Septiembre de 1999    |
| 68     | China                                        | Hunan Normal University                                                           | honorary professorship                                                | Septiembre de 1999    |
| 69     | Argentina                                    | Universidad Nacional de Lomas de Zamora                                           | honorary professorship, faculty of social sciences                    | Octubre de 1999       |
| 70     | Argentina                                    | Universidad Nacional del Comahue                                                  | honorary doctorate                                                    | Octubre de 1999       |
| 71     | China                                        | Nanjing University                                                                | honorary professorship                                                | Diciembre de 1999     |
| 72     | Rusia                                        | St. Petersburg State University                                                   | honorary doctorate                                                    | Enero de 2000         |
| 73     | Estados Unidos de América                    | Universidad de Delaware                                                           | honorary doctorate of humane letters                                  | Enero de 2000         |
| 74     | Estados Unidos de América                    | Queens College, City University of New York                                       | honorary doctorate of humane letters                                  | Enero de 2000         |
| 75     | Guam                                         | Universidad de Guam                                                               | honorary doctorate of humane letters                                  | Enero de 2000         |
| 76     | Filipinas                                    | Universidad Ángeles                                                               | honorary doctorate of humanities                                      | Febrero de 2000       |
| 77     | China                                        | Central University for Nationalities                                              | honorary professorship                                                | Febrero de 2000       |
| 78     | China                                        | Guangdong University of Foreign Studies                                           | honorary professorship                                                | Febrero de 2000       |
| 79     | Argentina                                    | Universidad Nacional del Nordeste                                                 | honorary doctorate                                                    | Febrero de 2000       |
| 80     | China                                        | Northeast Normal University                                                       | honorary doctorate                                                    | Marzo de 2000         |
| 81     | Sakha Republic (Russia)                      | Yakutsk State University                                                          | honorary professorship                                                | Marzo de 2000         |
| 82     | El Salvador                                  | Latin American Technical University                                               | honorary doctorate                                                    | April 2000            |
| 83     | China                                        | Inner Mongolia Art Academy                                                        | preeminent honorary professor                                         | April 2000            |
| 84     | India                                        | Sri Sitaramdas Omkarnath Institute of Sanskrit Learning                           | honorary doctorate (Mahamahopadhyaya)                                 | April 2000            |
| 85     | Mongolia                                     | Mongolian Institute of Literature and Social Work                                 | honorary rector                                                       | May 2000              |
| 86     | China                                        | Beijing Administrative College                                                    | honorary professorship                                                | May 2000              |
| 87     | China                                        | Yunnan University                                                                 | honorary professorship                                                | Junio de 2000         |
| 88     | China                                        | South China Normal University                                                     | honorary professorship                                                | Agosto de 2000        |
| 89     | India                                        | Bundelkhand University                                                            | honorary doctorate of letters                                         | Agosto de 2000        |
| 90     | Venezuela                                    | Universidad del Zulia                                                             | honorary doctorate                                                    | Septiembre de 2000    |
| 91     | Panamá                                       | Universidad de Panamá                                                             | honorary doctorate                                                    | Septiembre de 2000    |
| 92     | India                                        | Bundelkhand University                                                            | honorary lifetime professor in the Ambedhar School of Social Sciences | Octubre de 2000       |
| 93     | Tailandia                                    | Siam University                                                                   | honorary doctorate of public administration                           | Noviembre de 2000     |
| 94     | Tonga                                        | Tonga Institute of Education and Tong Tonga Institute of Schinece and Technology  | honorary professorship of education                                   | Noviembre de 2000     |
| 95     | Australia                                    | Universidad de Sídney                                                             | honorary doctorate of letters                                         | Noviembre de 2000     |
| 96     | Malasia                                      | Putra University, Malaysia                                                        | honorary doctorate of letters                                         | Noviembre de 2000     |
| 97     | Hong Kong                                    | Chinese University of Hong Kong                                                   | honorary doctorate of social science                                  | Diciembre de 2000     |
| 98     | Mongolia                                     | Mongolian University of Arts and Culture                                          | honorary doctorate                                                    | Diciembre de 2000     |
| 99     | India                                        | Purvanchai University                                                             | honorary doctorate of letters                                         | Enero de 2001         |
| 100    | China                                        | Guangdong Province Academy of Social Sciences                                     | honorary professorship                                                | Febrero de 2001       |
| 101    | China                                        | Northwest University                                                              | honorary professorship                                                | April 2001            |
| 102    | China                                        | Anhui University                                                                  | honorary professorship                                                | April 2001            |
| 103    | Puerto Rico                                  | Universidad Carlos Albizu                                                         | honorary doctorate of humane letters in behavioral sciences           | May 2001              |
| 104    | Mongolia                                     | Kharakhorum University                                                            | honorary doctorate                                                    | May 2001              |
| 105    | China                                        | Fujian Normal University                                                          | honorary professorship                                                | Junio de 2001         |
| 106    | China                                        | Huaqiao University                                                                | honorary professorship                                                | Junio de 2001         |
| 107    | China                                        | Jinan University                                                                  | honorary professorship                                                | Julio de 2001         |
| 108    | Commonwealth of the Northern Mariana Islands | Northern Marianas College                                                         | honorary professorship                                                | Julio de 2001         |
| 109    | China                                        | Soochow University                                                                | honorary professorship                                                | Octubre de 2001       |
| 110    | China                                        | Liaoning Normal University                                                        | honorary professorship                                                | Octubre de 2001       |
| 111    | Filipinas                                    | Universidad del Sur de Filipinas                                                  | honorary doctorate of humanities                                      | Octubre de 2001       |
| 112    | China                                        | Guangzhou University                                                              | honorary professorship                                                | Noviembre de 2001     |
| 113    | Republic of Korea                            | Kyongju University                                                                | honorary professorship                                                | Diciembre de 2001     |
| 114    | Republic of Korea                            | Changwon National University                                                      | honorary doctorate of education                                       | Diciembre de 2001     |
| 115    | Kazajistán                                   | International Kazakh-Turkish University                                           | honorary professorship                                                | Diciembre de 2001     |
| 116    | República Dominicana                         | Santiago Technical University                                                     | honorary doctorate                                                    | Febrero de 2002       |
| 117    | Uzbekistán                                   | National Institute of Arts and Design (Uzbekistán)                                | honorary professorship                                                | Febrero de 2002       |
| 118    | China                                        | Liaoning Academy of Social Sciences                                               | senior research professor                                             | Marzo de 2002         |
| 119    | Filipinas                                    | Gregorio Araneta University Foundation                                            | honorary doctorate of humanities                                      | Marzo de 2002         |
| 120    | Camboya                                      | Royal University of Phnom Penh                                                    | honorary professorship                                                | Marzo de 2002         |
| 121    | China                                        | Liaoning University                                                               | honorary professorship                                                | April 2002            |
| 122    | Estados Unidos de América                    | Morehouse College                                                                 | honorary doctorate of humane letters                                  | April 2002            |
| 123    | China                                        | Qingdao University                                                                | honorary professorship                                                | April 2002            |
| 124    | India                                        | Chhatrapati Shahu Ji Maharaj University                                           | honorary doctorate of letters                                         | April 2002            |
| 125    | Kenia                                        | Kenyatta University                                                               | honorary doctorate of humane letters                                  | May 2002              |
| 126    | China                                        | Heilongjiang Academy of Social Sciences                                           | honorary professorship                                                | May 2002              |
| 127    | Rusia                                        | Moscow State University                                                           | honorary professorship                                                | Junio de 2002         |
| 128    | China                                        | Nanjing Normal University                                                         | honorary professorship                                                | Junio de 2002         |
| 129    | Republic of Korea                            | Sorabol College                                                                   | honorary professorship                                                | Junio de 2002         |
| 130    | India                                        | Himachal Pradesh University                                                       | honorary doctorate of literature                                      | Agosto de 2002        |
| 131    | China                                        | Renmin University of China                                                        | honorary professorship                                                | Septiembre de 2002    |
| 132    | China                                        | Universidad de Ciencia y Tecnología de China                                      | honorary professorship                                                | Octubre de 2002       |
| 133    | China                                        | Universidad de Zhejiang                                                           | honorary professorship                                                | Noviembre de 2002     |
| 134    | Mongolia                                     | Shihihutung Law School                                                            | honorary doctorate                                                    | Noviembre de 2002     |
| 135    | Ukraine                                      | Kiev National University of Trade and Economics                                   | honorary doctorate                                                    | Noviembre de 2002     |
| 136    | Republic of Korea                            | Dong-A University                                                                 | honorary doctorate of philosophy                                      | Diciembre de 2002     |
| 137    | China                                        | Shanghai International Studies University                                         | honorary professorship                                                | Diciembre de 2002     |
| 138    | China                                        | Shanghai Academy of Social Sciences                                               | honorary professorship                                                | Diciembre de 2002     |
| 139    | India                                        | Bharathidasan University                                                          | honorary doctorate of literature                                      | Enero de 2003         |
| 140    | Perú                                         | National University of Piura                                                      | honorary doctorate                                                    | Febrero de 2003       |
| 141    | Taiwán                                       | Chinese Culture University                                                        | honorary doctorate of philosophy                                      | Marzo de 2003         |
| 142    | China                                        | Dalian University of Foreign Languages                                            | honorary professorship                                                | April 2003            |
| 143    | Paraguay                                     | Columbia University of Paraguay                                                   | honorary doctorate of sociology                                       | April 2003            |
| 144    | Perú                                         | Jorge Basadre Grohmann National University                                        | honorary doctorate                                                    | Septiembre de 2003    |
| 145    | China                                        | Northwest Normal University                                                       | honorary professorship                                                | Octubre de 2003       |
| 146    | Republic of Korea                            | Gwangju Women’s University                                                        | honorary professorship                                                | Octubre de 2003       |
| 147    | China                                        | Shanghai Jiao Tong University                                                     | honorary professorship                                                | Octubre de 2003       |
| 148    | United States                                | Chapman University                                                                | honorary doctorate of humane letters                                  | Diciembre de 2003     |
| 149    | China                                        | Zhaoqing University                                                               | honorary professorship                                                | Diciembre de 2003     |
| 150    | Sakha Republic                               | Arctic State Institute of Culture and Arts                                        | honorary professorship                                                | Enero de 2004         |
| 151    | India                                        | Rabindra Bharati University                                                       | honorary doctorate of literature                                      | Febrero de 2004       |
| 152    | United States                                | Mineral Area College                                                              | honorary professorship of humanities                                  | Febrero de 2004       |
| 153    | China                                        | National Prosecuters College                                                      | honorary professorship                                                | Marzo de 2004         |
| 154    | Taiwán                                       | National Pingtung University                                                      | honorary doctorate of agricultural sciences                           | Marzo de 2004         |
| 155    | Buryat Republic                              | Buryat State University                                                           | honorary professorship                                                | April 2004            |
| 156    | Brasil                                       | Londrina State University                                                         | honorary doctorate                                                    | April 2004            |
| 157    | Bolivia                                      | University of San Francisco Xavier of Chuquisaca                                  | honorary doctorate                                                    | Mayo de 2004          |
| 158    | China                                        | University of Petroleum                                                           | honorary professorship                                                | Mayo de 2004          |
| 159    | Filipinas                                    | Capitol University                                                                | honorary doctorate of humanities                                      | Junio de 2004         |
| 160    | China                                        | Sanda University, Shanghái                                                        | honorary professorship                                                | Junio de 2004         |
| 161    | Jordania                                     | Universidad de Jordania                                                           | honorary doctorate of humane letters                                  | Julio de 2004         |
| 162    | México                                       | Universidad de Guadalajara                                                        | honorary doctorate                                                    | Septiembre de 2004    |
| 163    | China                                        | Fujian Academy of Social Sciences                                                 | honorary professorship                                                | Septiembre de 2004    |
| 164    | China                                        | Changchun University                                                              | honorary professorship                                                | Octubre de 2004       |
| 165    | China                                        | Qufu Normal University                                                            | honorary professorship                                                | Octubre de 2004       |
| 166    | Kirguistán                                   | Osh State University                                                              | honorary professorship                                                | Noviembre de 2004     |
| 167    | Republic of Korea                            | Paekche Institute of the Arts                                                     | honorary professorship                                                | Noviembre de 2004     |
| 168    | Mongolia                                     | Otgontenger University                                                            | honorary doctorate                                                    | Diciembre de 2004     |
| 169    | Commonwealth of the Northern Mariana Islands | Northern Marianas College                                                         | honorary president                                                    | Enero de 2005         |
| 170    | Perú                                         | Enrique Guzmán y Valle National University of Education                           | honorary doctorate                                                    | Enero de 2005         |
| 171    | Bielorrusia                                  | Minsk State Linguistics University                                                | honorary professorship                                                | Febrero de 2005       |
| 172    | Filipinas                                    | Batangas State University                                                         | honorary doctorate of pedagogy                                        | Marzo de 2005         |
| 173    | China                                        | Shanghai University of Finance and Economics                                      | honorary professorship                                                | April 2005            |
| 174    | Paraguay                                     | National University of Itapua                                                     | honorary doctorate                                                    | April 2005            |
| 175    | China                                        | Beijing Language and Culture University                                           | honorary professorship                                                | Mayo de 2005          |
| 176    | Brasil                                       | Cornélio Procópio College of Philosophy, Science, and Letters                     | honorary doctorate                                                    | Mayo de 2005          |
| 177    | China                                        | Huazhong Normal University                                                        | honorary professorship                                                | Junio de 2005         |
| 178    | China                                        | Guangxi Normal University                                                         | honorary professorship                                                | Julio de 2005         |
| 179    | Mongolia                                     | Mongolian Academy of Sciences Institute of Philosophy, Sociology and Law          | honorary professorship, philosophy                                    | Septiembre de 2005    |
| 180    | Vietnam                                      | Vietnam National University, Hanoi                                                | honorary doctorate                                                    | Septiembre de 2005    |
| 181    | China                                        | East China University of Science and Technology                                   | honorary professorship                                                | Octubre de 2005       |
| 182    | Serbia and Montenegro                        | Braca Karic University                                                            | honorary doctorate                                                    | Octubre de 2005       |
| 183    | Rusia                                        | Academy of Security, Defense, and Law Enforcement                                 | honorary professorship                                                | Diciembre de 2005     |
| 184    | India                                        | Symbiosis International Educational Centre (Deemed University)                    | honorary doctorate of literature                                      | Diciembre de 2005     |
| 185    | Rusia                                        | Ural State University                                                             | honorary doctorate                                                    | Enero de 2006         |
| 186    | Laos                                         | National University of Laos                                                       | honorary professorship of humanities                                  | Febrero de 2006       |
| 187    | Filipinas                                    | Pampanga Agricultural College                                                     | honorary doctorate of humanities                                      | Marzo de 2006         |
| 188    | China                                        | Hunan University                                                                  | honorary professorship                                                | April 2006            |
| 189    | Ukraine                                      | National Technical University of Ukraine "KPI"                                    | honorary doctorate                                                    | April 2006            |
| 190    | China                                        | East China Normal University                                                      | honorary professorship                                                | Mayo de 2006          |
| 191    | China                                        | Nanjing Arts Institute                                                            | honorary professorship                                                | Mayo de 2006          |
| 192    | India                                        | Visva-Bharati                                                                     | honorary doctorate of literature                                      | Mayo de 2006          |
| 193    | China                                        | China Southwest University of Political Science and Law                           | honorary professorship                                                | Junio de 2006         |
| 194    | Estados Unidos                               | Universidad del Sur de Illinois Carbondale                                        | honorary doctorate of humane letters                                  | Junio de 2006         |
| 195    | United States                                | Los Angeles Southwest College                                                     | honorary professorship                                                | Junio de 2006         |
| 196    | China                                        | Shaoguan University                                                               | honorary professorship                                                | Junio de 2006         |
| 197    | Republic of Korea                            | Dong Shin University                                                              | honorary doctorate of public administration                           | Junio de 2006         |
| 198    | Tailandia                                    | Maejo University                                                                  | honorary doctorate of administration                                  | Julio de 2006         |
| 199    | Brasil                                       | Catholic College of Economic Science of Bahia                                     | honorary doctorate                                                    | Septiembre de 2006    |
| 200    | China                                        | Beijing Normal University                                                         | honorary professorship                                                | Octubre de 2006       |
| 201    | Filipinas                                    | University of Rizal System                                                        | honorary doctorate of humanities                                      | Nov 24, 2006          |
| 202    | China                                        | Dalian University of Technology                                                   | honorary professorship                                                | Dec 8, 2006           |
| 203    | Republic of Korea                            | Dongju College                                                                    | honorary professorship                                                | Feb 6, 2007           |
| 204    | China                                        | Guizhou University                                                                | honorary professorship                                                | Feb 26, 2007          |
| 205    | Rusia                                        | Baikal National University of Economics and Law                                   | honorary professorship                                                | Mar 13, 2007          |
| 206    | Venezuela                                    | Universidad Rafael Belloso Chacín                                                 | honorary doctorate                                                    | Mar 20, 2007          |
| 207    | Venezuela                                    | Santa María University                                                            | honorary doctorate of law                                             | Mar 20, 2007          |
| 208    | Italia                                       | University of Palermo                                                             | honorary doctorate of communication sciences                          | 23 de marzo de 2007   |
| 209    | Brasil                                       | Brazilian Academy of Philosophy                                                   | honorary doctorate                                                    | 2 de abril de 2007    |
| 210    | United States                                | University of Wisconsin-Milwaukee                                                 | honorary doctorate of humane letters                                  | 17 de abril de 2007   |
| 211    | China                                        | Harbin Engineering University                                                     | honorary professorship                                                | 18 de abril de 2007   |
| 212    | Brasil                                       | Federal University of Mato Grosso do Sul                                          | honorary doctorate                                                    | 29 de abril de 2007   |
| 213    | China                                        | Tianjin Academy of Social Sciences                                                | honorary professorship                                                | 5 de mayo de 2007     |
| 214    | Taiwán                                       | Southern Taiwan University of Technology                                          | honorary doctorate of engineering                                     | 28 de mayo de 2007    |
| 215    | Rusia                                        | Russian State University for the Humanities                                       | honorary doctorate                                                    | 31 de mayo de 2007    |
| 216    | Perú                                         | National University of El Santa                                                   | honorary doctorate                                                    | 23 de junio de 2007   |
| 217    | Sakha Republic (Russia)                      | The Yakut State Agricultural Academy                                              | honorary professorship                                                | 4 de julio de 2007    |
| 218    | Rusia                                        | Far Eastern State Technical University                                            | honorary professorship                                                | 9 de julio de 2007    |
| 219    | Filipinas                                    | University of Southeastern Philippines                                            | honorary doctorate of education                                       | Sep 13, 2007          |
| 220    | China                                        | Shaanxi Normal University                                                         | honorary professorship                                                | 6 de octubre de 2007  |
| 221    | México                                       | University of Humanistic Integration                                              | honorary doctorate of human sciences                                  | 8 de octubre de 2007  |
| 222    | Brasil                                       | Ingá University (UNINGÁ)                                                          | honorary professorship                                                | 10 de octubre de 2007 |
| 223    | China                                        | China Youth University for Political Sciences                                     | honorary professorship                                                | 21 de octubre de 2007 |
| 224    | Mongolia                                     | Mongolian State University of Education                                           | honorary doctorate                                                    | 24 de octubre de 2007 |
| 225    | China                                        | Wenzhou Medical College                                                           | honorary professorship                                                | Nov 30, 2007          |
| 226    | China                                        | Shanghai Normal University                                                        | honorary professorship                                                | Dec 17, 2007          |
| 227    | República Dominicana                         | Autonomous University of Santo Domingo                                            | honorary doctorate                                                    | 19 de enero de 2008   |
| 228    | Taiwán                                       | National Yunlin University of Science and Technology                              | honorary doctorate of philosophy in management                        | 21 de enero de 2008   |
| 229    | Filipinas                                    | Laguna State Polytechnic University                                               | honorary doctorate of philosophy in humanities                        | 26 de enero de 2008   |
| 230    | China                                        | Hunan University of Science and Technology                                        | honorary professorship                                                | Mar 1, 2008           |
| 231    | Kirguistán                                   | I. Arabaev Kyrgyz State University                                                | honorary doctorate                                                    | Mar 21, 2008          |
| 232    | China                                        | Jiaying University                                                                | honorary professorship                                                | Mar 31, 2008          |
| 233    | Rusia                                        | Tula Lev Tolstoy State Pedagogical University                                     | honorary professorship                                                | Apr 2, 2008           |
| 234    | China                                        | Hebei University                                                                  | honorary professorship                                                | Apr 13, 2008          |
| 235    | China                                        | Yan'an University                                                                 | honorary professorship                                                | 4 de mayo de 2008     |
| 236    | China                                        | Eastern Liaoning University                                                       | lifetime honorary professorship                                       | 30 de mayo de 2008    |
| 237    | China                                        | Changchun University of Technology                                                | honorary professorship                                                | 2 de junio de 2008    |
| 238    | Brasil                                       | Centro Universitário de Goiás                                                     | honorary doctorate                                                    | 17 de junio de 2008   |
| 239    | Brasil                                       | Centro Universitário Ítalo Brasileiro                                             | honorary doctorate                                                    | 20 de junio de 2008   |
| 240    | Filipinas                                    | Benguet State University                                                          | honorary doctorate of humanities                                      | 10 de julio de 2008   |
| 241    | Taiwán                                       | Chungyu Institute of Technology                                                   | honorary professorship                                                | 22 de julio de 2008   |
| 242    | Taiwán                                       | Tainan University of Technology                                                   | honorary professorship                                                | 24 de julio de 2008   |
| 243    | Malasia                                      | Open University Malaysia                                                          | honorary doctorate of Arts                                            | Feb 24, 2009          |
| 250    | Dinamarca                                    | South Danish University                                                           | honorary doctorate                                                    | 21 de marzo de 2009   |
| 251    | Chile                                        | Universidad Pedro de Valdivia                                                     | honorary doctorate                                                    | 30 de agosto de 2010  |
| 252    | Perú                                         | Universidad Tecnológica del Perú                                                  | honorary doctorate                                                    | 6 de mayo de 2012     |
| 253    | Argentina                                    | Universidad Nacional de Tucumán                                                   | honorary doctorate                                                    | 23 de agosto de 2016  |
| 254    | España                                       | Universidad de Alcalá                                                             | Doctor honoris causa                                                  | 25 de enero de 2018   |
| 255    | Venezuela                                    | Universidad Central de Venezuela                                                  | Doctor honoris causa                                                  | 12 de junio de 2019   |
| 256    | Argentina                                    | Universidad Nacional de Salta                                                     | Doctor honoris causa                                                  | 10 de junio de 2023   |